# K-LINE
Ne pas confondre avec l'entreprise japonaise K Line.
K•LINE est une entreprise française de fabrication de menuiseries en aluminium située aux Herbiers en Vendée créée en 1997.
En 2003, Bruno Léger est nommé directeur général de K•LINE, puis directeur général du groupe Liebot en 2008.
Fin 2007, le groupe Briand se scinde en deux groupes familiaux distincts : Le groupe Briand Construction et le Groupe Liebot. Ce dernier se spécialise dans la fabrication des façades et fenêtres avec les entreprises Ouest Alu, K•LINE, CAIB, BIPA et Méo (à l’époque MC France).
K•LINE dispose d'un centre de formation Herbiers.
En 2016, K-LINE lance son concept de fenêtre connectée avec une application gratuite K•LINE Smart Home, en partenariat avec Delta Dore. 
L’entreprise K•LINE fabrique ses menuiseries en France. Elle dispose de six sites de production, cinq aux Herbiers et un à Saint-Vulbas avec une capacité de production de 12 500 menuiseries par semaine.
Aux Herbiers, est inaugurée en 2011 une usine de portes d'entrée. 
À Saint-Vulbas, est inaugurée en 2018 la plus grande usine K•LINE (48 500 m² de surface) avec une chaîne de laquage intégrée au processus de fabrication,.
Depuis mars 2019, K•LINE commercialise ses menuiseries en Italie, à partir de son usine française de Saint-Vulbas.

## Sponsoring sportif et mécénat humanitaire
K-Line est un des trois sponsors principaux du voilier Imoca de Samantha Davies Initiatives-Cœur 4, dans le cadre du projet de mécénat humanitaire Initiatives-Cœur.